# Philippe Kouassi
Philippe Kouassi, född 14 december 1979, är en ivoriansk bågskytt. Han deltog vid olympiska sommarspelen 2012 och olympiska sommarspelen 2016.